# Funtoo
Funtoo Linux (фанту линукс, фанту, фунту) — дистрибутив GNU/Linux, основанный на Gentoo и разработанный Дэниелом Роббинсом в 2008 году. Funtoo родилась как дистрибутив специально созданный для испытания новых решений, а также как система, дающая большую свободу (по сравнению с Gentoo) для разработчиков.

## История
В начале 2008 года основатель Gentoo Дэниел Роббинс предложил некоторые идеи для разрешения проблем, которые, по его мнению, возникли в Gentoo Foundation. Роббинс считал, что некоторые процедуры, связанные со включением в основное дерево новых билдов (а также и некоторые другие процедуры) и принятые в Gentoo Foundation слишком запутаны, и как следствие, сильно мешают в отработке новых технологий и практических решений. Однако, в связи с тем, что в 2004 году он покинул проект, предложения были отвергнуты.
После того, как некоторые прогрессивные идеи были отвергнуты сообществом Gentoo, Дэниел Роббинс начал работать над новым дистрибутивом. Так родилась Funtoo — как своеобразное новое видение и как блестящий способ поделиться инновациями.
В июле 2024 года основатель Funtoo Дэниел Роббинс объявил о завершении проекта.

## Основные особенности
Funtoo — source-based дистрибутив, который использует систему Portage для управления пакетами программного обеспечения. Разработка дистрибутива обсуждается в IRC, а также в списке рассылки Funtoo, при этом обо всех изменениях сообщается в ленте новостей.
На данный момент отличия Funtoo от материнского дистрибутива (т.е Gentoo) следующие:
- Дерево Portage хранится в собственном Git-репозитории, который синхронизируется с основным деревом Gentoo дважды в день.
- В рамках проекта Funtoo разработана система сборки Metro, используется для создания всех stage, используемых для установки Funtoo.
- Имеется собственный унифицированный механизм для настройки загрузчиков GRUB/GRUB2, вызываемый командой boot-update.